# Noni White
Noni White est une scénariste et actrice américaine née à Los Angeles en Californie.

## Filmographie

### Scénariste
- 1987 : What's Happening Now! : 1 épisode
- 1992 : Les News Boys
- 1994 : Le Roi lion
- 1996 : Le Bossu de Notre-Dame
- 1996 : Couacs en vrac : 1 épisode
- 1997 : Anastasia
- 1999 : Tarzan
- 2000 : Les 102 Dalmatiens à la rescousse !
- 2000 : 102 Dalmatiens
- 2001-2002 : La Légende de Tarzan : 39 épisodes
- 2002 : La Légende de Tarzan et Jane
- 2005 : Tarzan 2
- 2016 : Say Something
- 2017 : Disney's Newsies: The Broadway Musical
- 2019 : The Birds and the Bees PSA
- 2021 : Le Bossu de Notre-Dame

### Actrice

#### Cinéma
- 1983 : L'Homme à femmes : la secrétaire de Gucci
- 1984 : La Fille en rouge : l'hôtesse de l'air
- 1984 : Prêchi-prêcha : la mère
- 1988 : Drôles de confidences : la serveuse
- 2005 : The Prize Winner of Defiance, Ohio : Lady Pauline

#### Télévision
- 1981 : Taxi : Andrea Stewart (1 épisode)
- 1982 : La Petite Maison dans la prairie : Elsie Moffet (1 épisode)
- 1983 : Johnny Belinda
- 1983 : Grace Kelly : l'enseignante
- 1983 : Mystérieusement vôtre, signé Scoubidou (1 épisode)
- 1984 : Falcon Crest : une serveuse (1 épisode)
- 1985 : Pas mon enfant : la mère
- 1985 : Malice in Wonderland : la journaliste
- 1985 : Tough Love : la leader du groupe
- 1985 : Délit de fuite : la deuxième journaliste
- 1986 : Shattered Spirits : la juge
- 1986 : CBS Schoolbreak Special : Mme Chapman (1 épisode)
- 1986 : Rick Hunter : une femme (1 épisode)
- 1988 : Scandal in a Small Town : Clarisse
- 1989 : Retour de l'au-delà : l'infirmière en chef
- 1991 : Parker Lewis ne perd jamais : l'interrogatrice (1 épisode)
- 1993 : Complot meurtrier contre une pom-pom girl : Donahue
- 2005 : Sept à la maison : Helen (1 épisode)